# Ophiopyrgus alcocki
Ophiopyrgus alcocki är en ormstjärneart som beskrevs av Jean Baptiste François René Koehler 1897. Ophiopyrgus alcocki ingår i släktet Ophiopyrgus och familjen fransormstjärnor. Inga underarter finns listade i Catalogue of Life.